# Consejería de Participación, Transparencia, Cooperación y Calidad Democrática de la Generalidad Valenciana
La Consejería de Participación, Transparencia, Cooperación y Calidad Democrática de la Generalidad Valenciana (oficialmente, en valenciano, Conselleria de Participació, Transparència, Cooperació i Qualitat Democràtica) es una consejería o departamento del Consejo de la Generalidad Valenciana con las competencias en materia de participación, transparencia, atención a la ciudadanía, calidad democrática, responsabilidad social, autogobierno, cooperación internacional al desarrollo, protección de datos y control de conflictos de intereses.
Desde 2019 hasta el 19 de julio de 2023, la Consejera de Participación, Transparencia, Cooperación y Calidad Democrática fue Rosa Pérez Garijo.

## Estructura
La Consejería de Participación, Transparencia, Cooperación y Calidad Democrática de la Generalidad Valenciana se estructuro en los siguientes órganos:
- La Subsecretaría
- La Secretaría Autonómica de Participación y Transparencia
  - La Dirección General de Participación Ciudadana
  - La Dirección General de Transparencia, Atención a la Ciudadanía y Buen Gobierno
- La Secretaría Autonómica de Cooperación y Calidad Democrática
  - La Dirección General de Cooperación Internacional al Desarrollo
  - La Dirección General de Calidad Democrática, Responsabilidad Social y Fomento del Autogobierno